# Cherished
Cherished è il quattordicesimo studio album della cantante e attrice statunitense Cher pubblicato nel settembre 1977 dalla Warner Bros. Records. Come diversi dei suoi precedenti album anche questo fu un insuccesso commerciale che non entrò nemmeno in classifica.

## Descrizione
Cherished fu pubblicato nel 1977 e fu l'ultimo album prodotto da Snuff Garrett. Gli anni 1975, 1976, 1977 furono per Cher un vero fallimento nonostante l'enorme successo del suo programma TV. L'album, poco pubblicizzato, non solo non riuscì ad entrare in classifica, ma non venne considerato dalla critica e dai fan.
La cantante insoddisfatta del risultato finale, in un'intervista, dichiarò che avrebbe preferito non aver mai inciso quest'album, ma ha dovuto farlo per rispettare il contratto con la Warner Bros.
Lo stile dell'album riporta alle sue vecchie hits come Dark lady e Half-Breed.

## Tracce
Lato A
1. Pirate – 3:06 (Stephen Dorff, Larry Herbstritt, Gary Harju)
2. He Was Beautiful – 2:51 (Gloria Sklerov, Harry Lloyd)
3. War Paint and Soft Feathers – 3:01 (Miller, Pinkard, Capps)
4. Love The Devil Out Of Ya – 2:15 (Johnny Durrill, Doc Pomus)
5. She Loves To Hear The Music – 3:10 (Allen, Carole Bayer Sager)

Lato B
1. L.A. Plane – 3:38 (Gary Harju, Larry Herbstritt)
2. Again – 2:30 (Allen)
3. Dixie – 2:26 (Johnny Durrill, Pinkard)
4. Send The Man Over – 3:47 (Crofford, Snuff Garrett)
5. Thunderstorm – 2:35 (Johnny Durrill, Pinkard)

## Formazione
- Cher - voce
- Snuff Garrett - produttore discografico
- Lenny Roberts - tecnico del suono
- Randy Tominaga - assistente tecnico
- Tavi Mote - assistente tecnico
- Harry Langdon - fotografia